# Calendarul armean
Calendarul armean folosește cifre armenești și începe din data de 11 iulie 552 a calendarului gregorian. Este un calendar solar bazat pe vechiul calendar egiptean prin numărul fix de 365 zile pe an și cu influențe din calendarul Zoroastrian asupra denumirilor lunilor. Anul 2025 corespunde anului 1474 în calendarul armean, iar anul 2021 îi corespunde anului 4513 în calendarul vechi armean.

## Lunile anului
Anul armean este împărțit în 12 luni a câte 30 de zile fiecare plus cinci zile în plus (epagomenê) care nu aparțin niciunei luni.
| Număr | Nume     | În armeană | Lungime în zile |
| ----- | -------- | ---------- | --------------- |
| 1     | nawasard | նաւասարդ   | 30              |
| 2     | hoṙi     | հոռի       | 30              |
| 3     | sahmi    | սահմի      | 30              |
| 4     | trē      | տրէ        | 30              |
| 5     | kʿałocʿ  | քաղոց      | 30              |
| 6     | aracʿ    | արաց       | 30              |
| 7     | mehekan  | մեհեկան    | 30              |
| 8     | areg     | արեգ       | 30              |
| 9     | ahekan   | ահեկան     | 30              |
| 10    | mareri   | մարերի     | 30              |
| 11    | margacʿ  | մարգաց     | 30              |
| 12    | hroticʿ  | հրոտից     | 30              |

## Zilele
Pentru cele 30 zile ale fiecărei luni există câte un nume specific:
- 1. Areg "soare"
- 2. Hrand
- 3. Aram
- 4. Margar "profet"
- 5. Ahrank’ "semi-ars"
- 6. Mazdeł
- 7. Astłik "Venus"
- 8. Mihr (Mithra)
- 9. Jopaber
- 10. Murç "triumf"
- 11. Erezhan "sihastru"
- 12. Ani
- 13. Parxar
- 14. Vanat
- 15. Aramazd (Ahura Mazda)
- 16. Mani "început"
- 17. Asak "începător"
- 18. Masis (Mount Ararat)
- 19. Anahit (Anahita)
- 20. Aragac
- 21. Gorgor
- 22. Kordi (un district din străvechea Armenie considerat ținutul natal al Kurzilor)
- 23. Cmak "vântul de est"
- 24. Lusnak "semilună"
- 25. C̣rōn "dispersiune"
- 26. Npat (Apam Napat)
- 27. Vahagn (Zoroastrian Vahrām, numele celei de a 20-a zi)
- 28. Sēin "munte"
- 29. Varag
- 30. Gišeravar "luceafărul de seară".